# Бумбараш (повесть)
«Бумбараш» («Талисман») — неоконченная повесть Аркадия Гайдара, создававшаяся во второй половине 1930-х годов и посвящённая событиям Гражданской войны на юге России.

## Сюжет
Опубликованы были только две начальные главы повести.
Семён Бумбараш возвращается домой из австрийского плена. В России революция, в родных местах идёт гражданская война, орудуют банды. Родные, считавшие его убитым, продали почти достроенный дом, невеста вышла замуж за другого. Друг Яшка Курнаков зовет Семёна в Красную Армию, но Бумбараш не хочет снова на войну. Через пару дней Яшка Курнаков бросает бомбу в деревенскую «самоохрану», и Семён становится врагом бандитов. Он убегает из своей деревни, встречает мальчика Ваню, называющего себя Иртышом и всеми силами пытающегося стать красноармейцем. Красные стоят в следующей деревне. Они обнаруживают у Бумбараша военный пакет, попавший к нему по ошибке, и Бумбараш, не желая выяснять, чем это обернётся, снова убегает.
Иртыш по заданию командира красноармейцев отправляется с донесением в город Россошанск. Город осаждает банда Тургачёва, пробивающаяся к союзникам. Иртыш заходит к брату, видит за решёткой жену и сына Тургачёвых, которых держат в тюрьме в заложниках, и идёт к комиссару Гринвальду. Тот в отряд его не берёт, но оставляет при себе художником. Иртыш навещает мать.

## История создания
Работу над повестью Гайдар начал во второй половине 1930-х годов, после выхода «Голубой чашки». В марте 1936 года он, отвечая на письма читателей, рассказал о будущем произведении, обещая его появление в печати осенью того же года. Однако повесть в указанный срок не вышла и осталась незаконченной после двух написанных глав. Причиной этому, как вспоминал Р. И. Фраерман, стала публикация в 1937 году повести Валентина Катаева «Шел солдат с фронта» («Я — сын трудового народа»). Сходство сюжетов и идей вынудило писателя прекратить работу. По другой версии, высказанной Н. Елисеевым в предисловии к сборнику «Бумбараш. Повести и рассказы» (2012), Гайдар отказался писать «Бумбараша» ради повести «Судьба барабанщика», так как в это время под арестом оказалась его прежняя жена, Лия Соломянская.
Гайдар начал писать повесть под названием «Талисман». Оно стояло на рукописи, так называл Гайдар будущую повесть и в письмах. Но постепенно звучное имя главного героя вытеснило изначальный вариант. Однако оба названия упоминаются до настоящего времени.
Первая публикация глав повести состоялась в 1951 году в сборнике «Жизнь и творчество А. П. Гайдара».

## Фильм
В 1971 году на экраны вышел двухсерийный телевизионный фильм «Бумбараш» с Валерием Золотухиным в главной роли. В качестве основы для сценария фильма была использована повесть «Бумбараш», повесть «В дни поражений и побед» (1925) и несколько ранних рассказов Гайдара, которые позволили дополнить недостающую сюжетную линию.

### Комментарии
1. ↑  В различных изданиях указаны Австрия или Галиция (Голиция).